# Mackenzie Brown
Mackenzie Brown (Flint, 14 marzo 1995) è un'arciera statunitense, che ha partecipato alle Olimpiadi 2016 di Rio de Janeiro e alle Olimpiadi 2020 di Tokyo.